# Urodzeni romantycy
Urodzeni romantycy (ang. Born Romantic) – brytyjska komedia romantyczna z 2000 roku oparty na scenariuszu i reżyserii Davida Kane'a.

## Opis fabuły
Sercowe perypetie trzech par, które spotykają się w klubie salsy. Te przelotne kontakty są namiastką prawdziwego uczucia. Codzienne obowiązki sprawiają, że nie mają ochoty na trwałe przyjaźnie i związki. Zarówno oni, jak i reszta młodych londyńczyków szukają szczęścia w romansach.

## Obsada
- Craig Ferguson jako Frankie
- Jane Horrocks jako Mo
- Adrian Lester jako Jimmy
- Catherine McCormack jako Jocelyn
- Jimi Mistry jako Eddie
- David Morrissey jako Fergus
- Olivia Williams jako Eleanor
- Kenneth Cranham jako Barney
- Paddy Considine jako Ray
- Hermione Norris jako Carolanne
- Sally Phillips jako Suzy
- Jessica Hynes jako Libby
- Ashley Walters jako Lee